# Afàsia
L'afàsia és una afectació en la capacitat de produir i/o comprendre el llenguatge, malgrat la persistència d'un grau suficient d'intel·ligència i la integritat de les vies motores o sensorials i dels òrgans de la fonació o de l'audició, a causa d'una lesió cerebral. El terme afàsia fou creat el 1864 pel metge francès Armand Trousseau (1801 - 1867) i procedeix del vocable grec ἀφασία: 'absència de paraula'.
L'afàsia és un trastorn produït per danys en l'àrea del cervell que controla el llenguatge. Aquest trastorn deteriora la capacitat d'expressió i comprensió de la persona que el pateix, i també la lectura i escriptura; de manera que es veu impossibilitada per comunicar-se efectivament amb els altres. En la majoria de les persones, l'afàsia es presenta quan es produeix una lesió en el costat (hemisferi) esquerre del cervell. Per tant, no és una malaltia, sinó un símptoma de lesió cerebral. Els principals signes d'aquest trastorn són: dificultat per expressar-se en parlar, problemes per entendre una conversa i dificultat per llegir i escriure.

## Hemisferi cerebral dret
Els hemisferis cerebrals s'especialitzen en funcions diferents, una de les més conegudes és l'especialització de l'hemisferi esquerre, en la majoria de persones, com a base del llenguatge verbal. La comprensió dels aspectes no verbals del llenguatge i de la prosòdia i el ritme, en canvi, es troben a l'hemisferi dret.
Això no és sempre així, però es compleix en el 95% de les persones dretanes i en el 70% dels esquerrans.

## Etiologia
Per lesió d'àrees especialitzades del cervell, com poden ser:
- Accident vascular cerebral o ictus: causa més freqüent d'afàsia.
- Traumatisme craneoencefàlic: provocat normalment per un accident.
- Infeccions localitzades o difuses del cervell.
- Trastorns psicològics i socials per l'entorpiment de la situació social i medioambiental

## Pronòstic
Hi influeixen diversos factors:
- Aspectes relacionats amb la lesió: tipus, localització, causa, grandària, etc.
- Aspectes relacionats amb el pacient: edat, sexe, dominància manual, etc.
- Factors exògens com la rehabilitació i l'estimulació del llenguatge.

Influeix de manera positiva en la rehabilitació el nivell intel·lectual del pacient, el nivell de llenguatge previ, la salut, el suport de l'entorn familiar i el nivell de motivació. Al contrari, influirien de manera negativa en la rehabilitació l'existència de factors patològics, com ara dèficits sensorials, epilèpsia, depressió, etc.
L'etapa de recuperació més important té lloc entre el primer i el sisè mes després de la lesió. Posteriorment, aquesta evolució no és tan significativa.

## Tipus
Hi ha un total de set afàsies:

Afàsies

- Broca o motora cortical: afecta principalment la fluïdesa del llenguatge, i queda alterada la repetició i la funció nominal.
- Wernicke o motora subcortical: afecta la repetició, la funció nominal i especialment la comprensió.
- Global o total: Associació d'afàsia de Wernicke i de Broca: queda afectada la fluïdesa, la repetició, la funció nominal i la comprensió.
- Motora transcortical: afecta la fluïdesa del llenguatge.
- Sensorial transcortical o (sensorial) de Lichtheim: afecta la funció nominal i la comprensió.
- Conducció: afecta la repetició i la comprensió.
- Anòmica: afecta la funció nominal.

## Tractament
La persona que presenta una alteració del llenguatge ha de ser valorada per un especialista en foniatria o logopèdia, que són les branques que tracten les patologies del llenguatge. El professional informarà la família de les deficiències i incapacitats que presenta, de com es pot facilitar la comunicació i de la necessitat o no de rebre tractament. En alguns casos, la persona pot recuperar-se completament de l'afàsia sense tractament.
No obstant això, en la majoria dels casos, s'ha de començar una teràpia del llenguatge, ajustant-la a les necessitats individuals del pacient. La reeducació ha de ser realitzada per un logopeda; s'ha d'iniciar després de la fase aguda i un cop el pacient està estabilitzat clínicament. Aquesta teràpia inclou exercicis extensos en els quals els pacients llegeixen, escriuen, segueixen instruccions i repeteixen el que senten. La comprensió i l'ajuda de la família contribueixen molt positivament a facilitar la teràpia.